# The Game Awards
The Game Awards（ザ・ゲームアワード、TGA）は、コンピュータゲーム業界の功績を讃える年次表彰式典。このショーの前身である「Spike Video Game Awards」に10年以上携わってきたカナダのゲームジャーナリストのジェフ・キーリーが制作・司会を担っている。セレモニーではまた新作ゲームのプレミアや以前に発表された作品の詳細情報なども取り上げている。

## 歴史
1994年にジェフ・キーリーは初のテレビ放送されたコンピュータゲームの賞「Cybermania '94: The Ultimate Gamer Awards」に関わっており、当時10代だったキーリーはウィリアム・シャトナーやレスリー・ニールセンなどの有名司会者用の資料の執筆補助として起用されていた。祝賀というよりコメディー志向のこのショーは成功したとは受け止められなかったが、キーリーが後に彼のキャリアにおいてアカデミー賞に似たコンピュータゲーム用の何かを開発する原動力となった。
キーリーはその後、2003年から2013年まで開催されていた「Spike Video Game  Awards」(VGA)に携わった。毎年の年末にSpike TVで放送されたVGAはその年に発売されたコンピュータゲームを讃えることを目的としており、VGAのプロデューサーであったキーリーは度々VGAの司会も務めていた。2013年にSpikeは第8世代のゲーム機の登場により将来的に発売されるであろう次世代用ゲームに更に集中していきたいとの考えを反映させるために賞の名称をVGAから「VGX」（Next Generation of Video Game Awards）に変更し、同様にコメディアンのジョエル・マクヘイルをキーリーとの共同司会に起用した。2013年のVGXはコンピュータゲームの功績を祝うのではなくより商業志向のショーとなっており、期待外れとみなされた。
キーリーはVGXが提供するトーンの変化に失望しており、同ショーへのさらなる関与をやめ、Spikeにショーの権利を保持させた。2014年11月、Spike TVはVGXを完全終了することを発表した。その代わりに、キーリーは家庭用ゲーム機メーカーのソニー、マイクロソフト、任天堂と一部の大手パブリッシャーを含む業界内の一部組織と協力して新たな授賞式のショー「The Game Awards」を制作するために財務的な支援を得てSpikeの賛同も得た。放送局がなくてもSpike TVの時よりもはるかに多くの視聴者にリーチできるようにキーリーと事業者は家庭用ゲーム機のネットワーク及びValve CorporationのSteamサービス上でショーのライブストリーミングを行うことで合意した。それ以来、キーリーはショーのために世界の複数の配信サービスを確保し、ショー開始以降のGame Awardsの一部パートナーから謝意が示された。キーリーに対し放送ネットワークからショーを放送するオファーがあったが、彼はオファーを拒否しショーのプレゼンテーション方法や内容に関して自由度を保った。
キーリーはThe Game Awardsがゲーマーと業界の関心を好意的に提示し、コンピュータゲームに関心を示している有名人などの歓迎を目的とすることを重視していた。Game Awardsは主に表彰のショーであるが、表彰のみのショーが視聴者不足が原因で失敗してきたのを見てきたキーリーはコンテンツを拡充することの重要性を認識していた。キーリーはアカデミー賞のエンターテイメント会場と「ゲーム・デベロッパーズ・チョイス・アワード」（GDCA）のようなスタンダードな授賞式の中間にThe Game Awardsを位置づけるべきだと考えており、題材のバランスを取ることを望んでいた。Spike VGXからGame Awardsへと変わる際にキーリーは表彰式と並行してゲームのティザー映像、作品のプレビュー動画の持ち込み及びこれからのゲームの公開を行うためにデベロッパーとパブリッシャーと関わった。彼がこの手法の最高の瞬間だと考えたのは『ゼルダの伝説 ブレス オブ ザ ワイルド』の最初のゲームプレイ映像の公開を2014年のGame Awardsで行えたことだった。キーリーはデベロッパーとパブリッシャーに対し、たとえ開発の初期段階であったとしてもわくわくすると思われる、または興味を惹きつけ得るあらゆるゲームコンテンツを提供するように促し、その後取り上げるゲーム及び映像を選定する。
賞の発表に併せて、Steam、Xbox Games Store及びPlayStation Storeなどの一部のオンラインストアはノミネートされたゲームのセールを授賞式の前から数日後まで行うことがある。受賞作品に授与される小像はキーリーとWeta Workshopのコラボレーションによってデザインされたものであり、「コンピュータゲームという媒体の進化を、デジタルの積み木を昇る天使の姿で表現」している

## プロセス
The Game Awardsはハードウェアメーカーのマイクロソフト、ソニー、任天堂、AMDとソフトウェアパブリッシャーのエレクトロニック・アーツ、アクティビジョン、ロックスター・ゲームス、Ubisoft、Valve、Warner Bros. Interactive Entertainmentからの代表者を含む諮問委員会を設置している。この委員会はノミネート及びその後のいくつかの部門におけるコンピュータゲームへの投票が可能な約30の影響力のあるコンピュータゲームのニュースメディアを選定するが、諮問委員会自体はノミネーションや投票プロセスに参加しない。ノミネーション期間では各ニュースメディアはいくつかの部門におけるゲームのリストを提供し、eスポーツ関連部門のゲームはこれらのメディアの専門部門が選ぶ。委員会はノミネーションをまとめてこれらの同じメディアからの投票による最多ノミネーション作品を選定する。2017年より前には受賞作品を選定する28人の業界の専門家と代表者がいたが、2017年以降の賞ではそのような専門家は50人以上いる。2019年には非英語メディアが審査員に加えられた。受賞作品は投票審査員（90%）とソーシャルメディアを介した一般投票（10%）の混合投票で決定する。
一般的に11月の特定日以前に発売された作品のみがその年のアワードにノミネートされる資格がある。しかし、審査員は特定日の数週間前にノミネートを行う必要があることから、特定日の直前に発売される予定の期待作は最終版ではなく発売前の評価用見本で判断しなければならないため、ノミネートにおいて過小評価される可能性がある。

## 式典と受賞作品
各回の式典の詳細とGame of the Year部門以外の受賞作品については式典欄のリンク先（英語版wikipedia）を参照のこと
| 式典 | 開催日         | Game of the Year                     | 開催地                                          | 視聴者数 (百万単位) |
| ---- | -------------- | ------------------------------------ | ----------------------------------------------- | ------------------- |
| 2014 | 2014年12月5日  | ドラゴンエイジ:インクイジション      | The AXIS（ネバダ州ラスベガス）                  | 1.9                 |
| 2015 | 2015年12月3日  | ウィッチャー3 ワイルドハント         | Peacockシアター（カリフォルニア州ロサンゼルス） | 2.3                 |
| 2016 | 2016年12月1日  | オーバーウォッチ                     | Peacockシアター（カリフォルニア州ロサンゼルス） | 3.8                 |
| 2017 | 2017年12月7日  | ゼルダの伝説 ブレス オブ ザ ワイルド | Peacockシアター（カリフォルニア州ロサンゼルス） | 11.5                |
| 2018 | 2018年12月6日  | ゴッド・オブ・ウォー                 | Peacockシアター（カリフォルニア州ロサンゼルス） | 26.2                |
| 2019 | 2019年12月12日 | SEKIRO: SHADOWS DIE TWICE            | Peacockシアター（カリフォルニア州ロサンゼルス） | 45.2                |
| 2020 | 2020年12月10日 | The Last of Us Part II               | バーチャルイベント                              | 83                  |
| 2021 | 2021年12月9日  | It Takes Two                         | Peacockシアター（カリフォルニア州ロサンゼルス） | 85                  |
| 2022 | 2022年12月8日  | ELDEN RING                           | Peacockシアター（カリフォルニア州ロサンゼルス） | 103                 |
| 2023 | 2023年12月8日  | バルダーズ・ゲート3                  | Peacockシアター（カリフォルニア州ロサンゼルス） | 118                 |
| 2024 | 2024年12月12日 | アストロボット                       | Peacockシアター（カリフォルニア州ロサンゼルス） |                     |